# Candidatura d'Unitat Popular pel Socialisme
La Candidatura d'Unitat Popular pel Socialisme (Candidatura de Unidad Popular por el Socialismo) (CUPS) fue una plataforma electoral que se presentó a las elecciones generales españolas de 1977 como agrupación de electores, cuando la mayoría de organizaciones a la izquierda del PSUC o del independentismo revolucionario aún eran ilegales. Fue impulsada por Moviment Comunista de Catalunya y el Partido Carlista de Cataluña y recibió el apoyo del Moviment d'Unificació Marxista, del PSAN y del PSAN-Provisional. Su cabeza de lista era el conocido activista cultural y político Salvador Casanova y, junto a los candidatos de MCC, se presentaban un puñado de independientes ligados al independentismo catalán.
Pese a que reunió unas 8000 personas en el mitin final, sus resultados electorales fueron más bien discretos, obteniendo 12 040 votos y ningún escaño. En la elección al Senado, la CUPS apoyó a Lluís Maria Xirinacs, que resultó elegido.
Posteriormente se integró en la organización política: Candidatura de Unidad Popular.